# Гилибово (Смолянська область)
Ги́либово (болг. Гълъбово) — село в Смолянській області Болгарії. Входить до складу общини Баніте.

## Населення
За даними перепису населення 2011 року у селі проживали 527 осіб.
Національний склад населення села:
| Національність   | Кількість осіб | Відсоток |
| ---------------- | -------------- | -------- |
| болгари          | 374            | 98,2%    |
| турки            | 6              | 1,6%     |
| Всього відповіли | 381            |          |

Розподіл населення за віком у 2011 році:
Динаміка населення: